# Lissonota lirata
Lissonota lirata är en stekelart som beskrevs av Henry Keith Townes, Jr. 1978. Lissonota lirata ingår i släktet Lissonota och familjen brokparasitsteklar. Inga underarter finns listade i Catalogue of Life.